# Путятинський майдан (Житомир)
Путятинський майдан — майдан в Корольовському районі міста Житомира.     

## Характеристики
Розташований на перетині вулиць Святослава Ріхтера та Юрія Вороного. Знаходиться у Старому місті, розпланованому та сформованому до початку XX століття на теренах Путятинки. Від майдану бере початок 2-й Госпітальний провулок.              

## Історія
Майдан сформувався у другій половині ХІХ століття внаслідок реалізації генерального плану міста 1845 — 1855 рр., яким передбачалася радіально-кільцева структура міських вулиць, зокрема, створення декількох майданів прямокутної форми у периферійних частинах міста та передмістях, серед яких Базарний майдан на Путятинці.     
До кінця ХІХ століття на майдані знаходилися ринок, провіантські склади, а також дерев'яна церква Св. Іоанна Милостивого.     
Наприкінці ХІХ століття торговельна функція майдану згасла, тому Базарний майдан був перейменований на Путятинський.     
У першій половині ХХ століття Путятинський майдан мав форму наближену до квадрату; був значно більшим: його колишніми межами є нинішні провулки, що виникли у 1950-х роках, а саме: 3-й Госпітальний (південно-східна та північно-східна межа майдану), Парашутний (північна межа майдану), 2-й Госпітальний (північно-західна межа майдану), безіменний проїзд до будинку по вул. Юрія Вороного, 18 (південно-західна межа майдану).      
У 1923 році дерев'яна церква Св. Іоанна Милостивого згоріла.      
З 1927 року на майдані, завдяки його вагомому розміру, проводилися першотравневі демонстрації; тоді ж Путятинський майдан був перейменований на Першотравневий.
У 1950 — 1960-х роках здійснювалася забудова території майдану житловими будинками (двоповерховими — №№ 4, 6, 7, №№ 9, 10, 11, 12, 16, 17, 19/1 по вулиці Юрія Вороного, №№ 65, 69 по вулиці Святослава Ріхтера; одноповерховими — №№ 3, 11, 13, 15 по пров. 3 Госпітальному, №№ 60, 62, 71, 73 по вулиці Святослава Ріхтера, а також чотириповерховим багатоквартирним будинком по вулиці Юрія Вороного, 13/67). У першій половині 1960-х років на місці колишньої церкви Св. Іоанна Милостивого збудовано кінотеатр «Першотравневий». У 1970-х роках на теренах північно-західної сторони майдану постала будівля облсільгосптехніки (нині бізнес-центр «Путятинський»), а на південному сході — багатоквартирний будинок № 64а по вулиці Святослава Ріхтера. 
У 1958 — 1974 рр. крізь майдан курсував трамвай. 
У 1973 році отримав назву майдан 1-го Травня. 
У 1991 році майдан 1-го Травня перейменований на Путятинський майдан. 